# Tracked by Bloodhounds; or, A Lynching at Cripple Creek
Tracked by Bloodhounds; or, A Lynching at Cripple Creek è un cortometraggio muto del 1904 diretto da Harry H. Buckwalter.

## Trama
Trama sul Selig Catalog in (EN)  su IMDb

## Produzione
Il film fu prodotto dalla Selig Polyscope Company.

## Distribuzione
Distribuito dalla General Film Company, il film - un cortometraggio in 137,16 metri - uscì nelle sale cinematografiche statunitensi nell'aprile 1904. Nel 1905, venne distribuito dalla Kleine Optical Company.